# Règle des 18 électrons
La règle des 18 électrons est une règle empirique chimique utilisée principalement pour prédire et rationaliser les formules des complexes de métaux de transition stables, en particulier les composés organométalliques. La règle est basée sur le fait que les orbitales de valence dans la configuration électronique des métaux de transition se composent de cinq orbitales ( n −1)d , une orbitale n s et trois orbitales n p , où n est le nombre quantique principal. Ces orbitales peuvent accueillir collectivement 18 électrons sous forme de paires d'électrons liantes ou non liantes. Cela signifie que la combinaison de ces neuf orbitales atomiques avec des orbitales de ligand crée neuf orbitales moléculaires qui sont soit liées métal-ligand, soit non liées. Lorsqu'un complexe métallique a 18 électrons de valence, on dit qu'il a atteint la même configuration électronique que le gaz noble dans la période, ce qui confère de la stabilité au complexe. Les complexes de métaux de transition qui s'écartent de la règle sont souvent intéressants ou utiles car ils ont tendance à être plus réactifs. La règle n'est pas utile pour les complexes de métaux qui ne sont pas des métaux de transition. La règle a été proposée pour la première fois par le chimiste américain Irving Langmuir en 1921.

## Applicabilité
La règle prédit utilement les formules pour les complexes à faible spin des triades Cr, Mn, Fe et Co. Des exemples bien connus comprennent le ferrocène, le pentacarbonyle de fer, l'hexacarbonyle de chrome et le tétracarbonyle de nickel.
Les ligands d'un complexe déterminent l'applicabilité de la règle des 18 électrons. En général, les complexes qui obéissent à la règle sont composés au moins en partie de ligands π-accepteurs (également appelés π-acides). Ce type de ligand exerce un champ de ligand très fort, qui abaisse les énergies des orbitales moléculaires résultantes afin qu'elles soient favorablement occupées. Les ligands typiques comprennent les oléfines, les phosphines et le CO. Les complexes d'acides π présentent généralement un métal dans un état de faible oxydation. La relation entre l'état d'oxydation et la nature des ligands est rationalisée dans le cadre de la rétrocoordination π.

### Conséquences sur la réactivité
Les composés qui obéissent à la règle des 18 électrons sont généralement « inertes d'échange ». Les exemples incluent [Co(NH3)6]Cl3, Mo(CO)6 et l'ion ferrocyanure [Fe(CN)6]4−. Dans de tels cas, en général, l'échange de ligands se produit via des mécanismes de substitution dissociative, dans lesquels la vitesse de réaction est déterminée par la vitesse de dissociation d'un ligand. D'autre part, les composés à 18 électrons peuvent être très réactifs vis-à-vis des électrophiles tels que les protons, et ces réactions ont un mécanisme associatif, étant des réactions acide-base.
Les complexes avec moins de 18 électrons de valence ont tendance à montrer une réactivité accrue. Ainsi, la règle des 18 électrons est souvent une recette pour la non-réactivité dans un sens stœchiométrique ou catalytique.

### Règle duodectet
Les résultats de calcul suggèrent que les orbitales p de valence sur le métal participent à la liaison métal-ligand, bien que faiblement. Cependant, Weinhold et Landis dans le contexte des orbitales de liaison naturelle ne comptent pas les p-orbitales métalliques dans la liaison métal-ligand, bien que ces orbitales soient toujours incluses comme fonctions de polarisation. Il en résulte une règle duodectet (12 électrons) pour cinq orbitales d et une orbitale s uniquement.
Le consensus actuel dans la communauté générale de la chimie est que, contrairement à la règle de l'octet singulier pour les éléments du groupe principal, les métaux de transition n'obéissent strictement ni à la règle des 12 électrons ni à celle des 18 électrons, mais que les règles décrivent la limite inférieure et la limite supérieure de valence, nombre d'électrons respectivement. Ainsi, alors que la liaison des orbitales d et s des métaux de transition se produit facilement, l'implication des orbitales p à énergie plus élevée et plus diffuses dans l'espace dans la liaison dépend de l'atome central et de l'environnement de coordination.

## Exceptions
Les ligands donneurs π ou σ avec de petites interactions avec les orbitales métalliques conduisent à un champ de ligand faible qui augmente les énergies des orbitales t 2g. Ces orbitales moléculaires deviennent des orbitales non liantes ou faiblement antiliantes (petit Δ oct). Par conséquent, l'ajout ou le retrait d'électron a peu d'effet sur la stabilité du complexe. Dans ce cas, il n'y a aucune restriction sur le nombre d'électrons d et des complexes avec 12 à 22 électrons sont possibles. Un petit Δ oct rend le remplissage e g * possible (> 18 e−) et les ligands donneurs π peuvent rendre t2g antiliant (< 18 e−). Ces types de ligands sont situés dans la partie basse à moyenne de la série spectrochimique. Par exemple : [TiF6]2− (Ti(IV), d 0, 12 e−), [Co(NH3)6]3+ (Co(III), d 6, 18 e−), [Cu(OH2)6]2+ (Cu(II), d 9, 21 e-).
En termes d'ions métalliques, Δ oct augmente vers le bas d'un groupe ainsi qu'avec l'augmentation du nombre d'oxydation. De forts champs de ligands conduisent à des complexes à faible spin qui provoquent quelques exceptions à la règle des 18 électrons.

### Complexes à 16 électrons
Une classe importante de complexes qui violent la règle 18e sont les complexes à 16 électrons avec des configurations métalliques d 8. Tous les ions métalliques d 8 à spin élevé sont octaédriques (ou tétraédriques), mais les ions métalliques d 8 à faible spin sont tous des plans carrés. Des exemples importants d'ions métalliques d8 à faible spin plan carré sont Rh(I), Ir(I), Ni(II), Pd(II) et Pt(II). L'image ci-dessous montre la division de la sous-couche d dans des complexes planaires carrés à faible spin. Les exemples sont particulièrement répandus pour les dérivés des triades de cobalt et de nickel. De tels composés sont typiquement plan carré. L'exemple le plus célèbre est le complexe de Vaska (IrCl(CO)(Ph3P)2), l'ion [PtCl4]2− et le sel de Zeise [PtCl3 ( η 2 -C2 H4)]−. Dans de tels complexes, l'orbitale d z 2 est doublement occupée et non liante.
De nombreux cycles catalytiques fonctionnent via des complexes qui alternent entre des configurations à 18 électrons et à 16 électrons plan carré. Les exemples incluent la synthèse d'acide acétique par le procédé Monsanto, les hydrogénations, les hydroformylations, les isomérisations d'oléfines et certaines polymérisations d'alcènes.
D'autres violations peuvent être classées en fonction des types de ligands sur le centre métallique.

### Ligands volumineux
Les ligands volumineux peuvent empêcher l'approche du complément complet de ligands qui permettrait au métal d'atteindre la configuration à 18 électrons. Exemples :
- Ti(néopentyle)4 (8 e−)
- Cp*2 Ti(C2H4) (16 e−)
- V(CO)6 (17 e−)
- Cp*Cr(CO)3 (17 e−)
- Pt(P t Bu3)2 (14 e−)
- Co(norbornyle)4 (13 e−)
- [FeCp2]+ (17 e−)

Parfois, de tels complexes s'engagent dans des interactions agostiques avec la charpente hydrocarbonée du ligand volumineux. Par exemple :
- W(CO)3[P(C6H11)3]2 a 16 e− mais a un court contact de liaison entre une liaison C–H et le centre W.
- Cp(PMe3)V(CHCMe3) (14 e−, diamagnétique) a une courte liaison V–H avec le 'alkylidène-H', donc la description du composé se situe quelque part entre Cp(PMe3)V(CHCMe3) et Cp(PMe3 )V(H)(CCMe3).

### Complexes à haut spin
Les complexes métalliques à spin élevé ont des orbitales occupées individuellement et peuvent ne pas avoir d'orbitales vides dans lesquelles les ligands pourraient donner de la densité électronique. En général, il y a peu ou pas de ligands π-acides dans le complexe. Ces orbitales occupées individuellement peuvent se combiner avec les orbitales occupées individuellement de ligands radicaux (par exemple, l'oxygène ), ou l'ajout d'un ligand à champ fort peut provoquer un appariement d'électrons, créant ainsi une orbitale vacante dans laquelle il peut faire un don. Exemples :
- CrCl3 ( THF )3 (15 e−)
- [Mn(H2O)6]2+ (17 e−)
- [Cu(H2O)6]2+ (21 e−, voir commentaires ci-dessous)

Les complexes contenant des ligands fortement donneurs de π violent souvent la règle des 18 électrons. Ces ligands comprennent le fluorure (F−), l'oxyde (O2−), le nitrure (N3−), les alcoxydes (RO−) et les imides (RN2−). Exemples :
- [CrO4]2− (16 e−)
- Mo(=NR)2Cl2 (12 e−)

Dans ce dernier cas, il y a un don substantiel des paires isolées d'azote au Mo (le composé pourrait donc également être décrit comme un composé 16 e-). Cela peut être vu à partir de la courte longueur de la liaison Mo – N et de l'angle Mo – N – C (R), qui est de près de 180 °. Contre-exemples :
- trans -WO2 (Me2PCH2CH2PMe2) 2 (18 e-)
- Cp*ReO3 (18 e−)

Dans ces cas, les liaisons M = O sont des doubles liaisons "pures" (c'est-à-dire, aucun don des paires isolées de l'oxygène au métal), comme en témoignent les distances de liaison relativement longues.

### Ligands donneurs de π
Les ligands où l'atome de coordination porte des paires isolées non liées stabilisent souvent les complexes insaturés. Les amides et alcoxydes métalliques violent souvent la règle 18e.

### Combinaisons d'effets
Les facteurs ci-dessus peuvent parfois se combiner. Les exemples comprennent :
- Cp*VOCl2 (14 e−)
- TiCl4 (8 e−)

### Nombre d'électrons plus élevé
Certains complexes ont plus de 18 électrons. Exemples :
- Cobaltocène (19 e−)
- Nickelocène (20 e−)
- L'ion hexaaquacuivre(II) [Cu(H2O)6]2+ (21 e−)
- TM(CO)8− (où TM = Sc, Y) (20 e−)

Souvent, les cas où les complexes ont plus de 18 électrons de valence sont attribués aux forces électrostatiques - le métal attire les ligands vers lui pour essayer de contrebalancer sa charge positive, et le nombre d'électrons avec lequel il se retrouve n'a pas d'importance. Dans le cas des métallocènes, le caractère chélatant du ligand cyclopentadiényle stabilise sa liaison au métal. Les deux observations suivantes sont quelque peu satisfaisantes : le cobaltocène est un puissant donneur d'électrons, formant facilement le cation cobaltocénium à 18 électrons ; et le nickelocène a tendance à réagir avec les substrats pour donner des complexes à 18 électrons, par exemple CpNiCl(PR3) et CpH libre.
Dans le cas du nickelocène, les deux électrons supplémentaires se trouvent dans des orbitales faiblement antiliantes métal-carbone ; c'est pourquoi il participe souvent à des réactions où les liaisons M – C sont rompues et le nombre d'électrons du métal passe à 18.
Les systèmes à 20 électrons TM(CO)8 − (où TM = Sc, Y) ont une géométrie d'équilibre cubique (O h) et un état fondamental électronique singulet (1 A1g). Il existe un MO à valence occupée avec une symétrie 2u, qui n'est formé que par des orbitales de ligand sans contribution des AO métalliques. Mais les adduits TM(CO) 8 − (TM = Sc, Y) satisfont à la règle des 18 électrons lorsqu'on ne considère que les électrons de valence qui occupent les orbitales de liaison métal-ligand.